# Vandeleuria nolthenii
Vandeleuria nolthenii là một loài động vật có vú trong họ Chuột, bộ Gặm nhấm. Loài này được Phillips mô tả năm 1929.